# Nemeritis macrocentra
Nemeritis macrocentra är en stekelart som först beskrevs av Johann Ludwig Christian Gravenhorst 1829.  Nemeritis macrocentra ingår i släktet Nemeritis och familjen brokparasitsteklar. Arten är reproducerande i Sverige. Inga underarter finns listade i Catalogue of Life.